# Gouvernement Koerland
Het gouvernement Koerland (Russisch:  Курляндская губерния; Koerljandskaja goebernija, Duits: Kurländisches Gouvernement) was een gouvernement (goebernija) in het keizerrijk Rusland. De hoofdstad was Jelgava.
Het gouvernement werd in het noorden begrensd door de Oostzee, de Golf van Riga en het gouvernement Lijfland, in het westen door de Oostzee, in het zuiden door het gouvernement Vilnius en Pruisen en in het oosten door het gouvernement Vitebsk en het gouvernement Minsk. De bevolking werd in 1846 geschat op 553.300 personen.

## Geschiedenis
Het gouvernement ontstond in 1795 uit het hertogdom Koerland en Semgallen dat toen werd veroverd door het keizerrijk Rusland na de Derde Poolse Deling van het Pools-Litouwse Gemenebest. Tot de negentiende eeuw werd het gouvernement niet bestuurd door Rusland maar door de Baltische Duitsers.
Deze situatie bleef zo tot het einde van de Eerste Wereldoorlog, toen het gouvernement ophield te bestaan nadat het Duitse Keizerrijk de controle over het gebied in 1915 overnam. Rusland gaf het gezag over het gebied over zoals overeengekomen in de Vrede van Brest-Litovsk van 3 maart 1918.

## Lijst van gouverneurs
Tussen 1800 en 1876 was het bestuur van het gouvernement Koerland in handen van de gouverneur-generaal van de Baltische gouvernementen Generalgouverneur der Ostseeprovinzen.
- 1795 - 1796 Peter Ludwig Freiherr von der Pahlen (tijdelijk gouverneur-generaal van Koerland en Pilten)
- 1796 - 1798 Gustav Matthias Jakob von der Wenge
- 1798 - 1800 Carl Wilhelm Heinrich von der Osten
- 1800 - 1808 Nikolaj Ivanovitsj Arsenjev
- 1808 Jakob Maximilian von Brieskorn (actief gouverneur van 18 tot 21 mei 1812)
- 1808 - 1811 Johann Wilhelm Baron von Hogguer
- 1811 Jakob Maximilian von Brieskorn (actief  gouverneur in augustus–september 1812)
- 1811 - 1816 Friedrich Wilhelm Graf von Sievers (in ballingschap tijdens de napoleontische bezetting van Koerland in juli–december 1812)
- 1812 Jules de Chambaudoin en Charles de Montigny (Franse intendanten van Koerland en Samgallen en Pilten op 1 augustus-8 oktober 1812)
- 1812 Jacques David Martin (Franse gouverneur-generaal van Koerland van 8 oktober tot 20 december 1812)
- 1816 - 1824 Emannuel von Stanecke
- 1824 - 1827 Paul Baron von Hahn
- 1827 - 1853 Christoph Engelbrecht von Brevern
- 1853 Aleksandr Petrovitsj Beklemisjev (actief gouverneur van 10 mei tot 14 juni 1853)
- 1853 - 1858 Pjotr Aleksandrovitsj Valoejev
- 1858 Julius Gustav von Cube (gouverneur van 10 tot 21 mei 1858)
- 1858 - 1868 Johann von Brevern
- 1868 - 1885 Paul Fromhold Freiherr von Lilienfeld
- 1885 Aleksandr Aleksejevitsj Manzjos
- 1885 - 1888 Konstantin Ivanovitsj Pasjtsjenko
- 1888 - 1891 Dmitri Sergejevitsj Sipjagin
- 1891 - 1905 Dmitri Dmitrijevitsj Sverbejev
- 1905 - 1906 Woldemar von Böckmann
- 1906 - 1910 Leonid Michailovitsj Knjazev
- 1910 Nikolaj Dmitrijevitsj Kropotkin
- 1910 - 1915 Sergej Dimitrijevitsj Nabokov
- 1915-1917 Pjotr Vasiljevitsj Gendrikov (in ballingschap in Tartu na de Duitse inval in Koerland in juli 1915)

In maart 1918 werd het gouvernement overgedragen aan de Duitse regering volgens de Vrede van Brest-Litovsk.